# Culex spathifurca
Culex spathifurca är en tvåvingeart som först beskrevs av Edwards 1915.  Culex spathifurca ingår i släktet Culex och familjen stickmyggor. Inga underarter finns listade i Catalogue of Life.